# Hibbertia candicans
Hibbertia candicans är en tvåhjärtbladig växtart som först beskrevs av J. D. Hook., och fick sitt nu gällande namn av George Bentham. Hibbertia candicans ingår i släktet Hibbertia och familjen Dilleniaceae. Inga underarter finns listade i Catalogue of Life.